# Rahman Rezaei
 Rahman Rezaei, né le 20 février 1975 à Mazandaran, est un footballeur iranien. Il joue au poste de défenseur avec l'équipe d'Iran.

## Clubs successifs
- 1995-1996 : Rah Ahan Téhéran -  Iran
- 1996-2001 : Zob Ahan FC -  Iran
- 2001-2003 : Pérouse Calcio -  Italie
- 2003-2006 : FC Messine  -  Italie
- 2006-2008 : AS Livourne Calcio  -  Italie
- 2008-2009 : Persepolis Téhéran  -  Iran
- 2009- : Al-Dhafra

## En équipe nationale
Il a eu sa première cape en 2001.
Rezaei participe à la coupe du monde 2006 avec l'équipe d'Iran.

## Palmarès
- 56 sélections en équipe nationale (3 buts)